# Jürgen Fuchs (Grenzopfer)
Jürgen Fuchs (* 18. Mai 1947 in Waltershausen; † 4. November 1977 bei Hirschberg (Saale)) war ein Todesopfer an der innerdeutschen Grenze.

## Leben
Jürgen Fuchs unternahm bereits in den 1960er Jahren drei Fluchtversuche, die ihn in den Jugendwerkhof und zweimal ins Gefängnis brachten. 1976 stellte er einen Ausreiseantrag, der abgelehnt wurde. Da er keine Hoffnung auf legale Übersiedlung in die Bundesrepublik Deutschland hatte, versuchte er am 4. November 1977 erneut die Flucht, indem er bei Hirschberg die Grenzanlagen überwand. Anschließend ertrank er bei dem Versuch, die Hochwasser führende Saale, die dort die Grenze bildete, zu überqueren. Im Juli 1978 wurde seine skelettierte Leiche am Ufer der Bleilochtalsperre gefunden.